# Полевая смесь

Слева направо - красное, белое и розовое (ротлинг) вино из полевой смеси, произведённое в Моравии

Полевая смесь (нем. Gemischter Satz, англ. Field Blend) — способ выращивания винограда и тип вина, полученного из него. В отличие от ассамбляжа или кювье, где смешиваются разные сорта винограда, выращивавшиеся на разных виноградниках, или разные типы виноматериала, тут разные сорта винограда выращиваются на одном винограднике, вперемешку, и потом из собранного винограда делается один тип винного материала.

## История
Способ, скорее всего, был доминирующим в историческом периоде виноделия. Он позволял получать продукт хорошо предсказуемого качества благодаря статистическому усреднению таких параметров исходного сырья, как кислотность, сахаристость, спелость. Благодаря развитию научно обоснованных промышленных методов изготовления вина, когда произошел массовый переход к монокультурному и моносортовому сельскому хозяйству, от него практически полностью отказались уже к концу зелёной революции. Тем не менее, и сейчас можно встретить вина, сделанные из полевой смеси. Известные винные регионы, где всё ещё производятся вина из полевой смеси, это Вена и Штирия, где их называют Gemischter Satz, буквально Смешанный состав. Также можно встретить вина из полевой смеси в американской Калифорнии, португальской области Дору, немецкой Саксонии и чешской Моравии.

## Современное положение
Итальянская организация Slow Food в 2008 году внесла венский Гемиштер затц (нем. Gemischter Satz) в список Slow Food Ark of Taste.
В 2009 году Австрия смогла закрепить название Gemischter Satz за собой, что отражено в документе ЕС под номером 607/2009. С тех пор бутылки вина с надписью Gemischter Satz разрешено выпускать лишь в Австрии.
После официальной регистрации, в 2010 году, в Австрии были выработаны отдельные технические спецификации на Wiener Gemischter Satz (венскую полевую смесь, буквально, венский смешанный состав), которые регулярно обновляются. В последней версии спецификаций требуется, чтобы на винограднике произрастало не менее трех различных сортов винограда, и самая большая доля отдельного сорта не должна превышать 50%, а третья по величине доля должна составлять не менее 10%. Wiener Gemischte Satz это только белое вино, которое может содержать 20 различных сортов винограда. Среди них допускаются: Грюнер Вельтлинер, Рислинг, Вайсбургундер, Граубургундер, Шардоне, Нойбургер, Гевюрцтраминер, Розенмускателлер, Юбилаумсребе, Австрийский белый и другие. 
С 2013 года Wiener Gemischte Satz зарегистрировано, как Districtus Austriae Controllatus.
В Саксонии исторически производится интересный вид полевой смеси — Шилер (нем. Schieler). Это вариант ротлинга (нем. Rotling, чеш. Ryšák или чеш. Růžák), вина, близкого к розовому вину по цвету и консистенции, получающегося совместной ферментацией белых и красных сортов винограда. В данном случае, его делают из полевой смеси белых и красных сортов винограда.
В Моравии изготовление вина из полевой смеси законодательно не регулируют, поэтому можно встретить красное, белое, розовое, или рышак из полевой смеси.

## Характеристика вина
В силу технологии, вино не обладает устойчивыми сортовыми свойствами. Некоторые любители отмечают терруарные признаки. Практически не обладает потенциалом к хранению. Рекомендуется употреблять молодым.